# Ctenochirichthys longimanus
Ctenochirichthys longimanus är en fiskart som beskrevs av Regan och Ethelwynn Trewavas 1932. Ctenochirichthys longimanus ingår i släktet Ctenochirichthys och familjen Oneirodidae. Inga underarter finns listade i Catalogue of Life.